# Miguel Luís de Meneses, 1.º Duque de Caminha
Miguel Luís de Meneses (c. 1565 - 10 de Agosto de 1637), 1.º Duque de Caminha, 6.º Marquês de Vila Real, 5.º Conde de Alcoutim e Valença,  (1565 – 10 de Agosto de 1637), foi um nobre português, filho de Manuel de Meneses, 5.º Marquês de Vila Real. Foi também o 8.º Capitão Geral da Praça de Ceuta.
Casou-se em primeiras núpcias com Dona Isabel de Bragança (c1562-1626), filha de Dom Teodósio de Bragança, 5.º Duque de Bragança e em segundas núpcias com sua sobrinha Dona Maria Brites de Meneses, filha de seu irmão, Dom Luís de Noronha e Meneses. Não teve geração de nenhum desses casamentos, pelo que, após a sua morte, os seus títulos (à excepção da dignidade ducal) passaram para aquele já mencionado seu irmão.
Por carta de 14 de Março de 1620, Filipe III de Portugal (Filipe IV de Espanha) concedeu-lhe o título de 1.º Duque de Caminha.